# Maximilian Marterer
Maximilian Marterer, né le 15 juin 1995  à Nuremberg, est un joueur de tennis allemand, professionnel depuis 2015. Mesurant 1,91 m, il est gaucher et joue son revers à deux mains.

## Biographie
Il commence sa carrière professionnelle en 2015 à l'occasion du tournoi de Stuttgart auquel il accède grâce à une wild card.
En 2016, il gagne son premier tournoi Challenger en simple au tournoi de Meknès où il bat en finale le Biélorusse Uladzimir Ignatik.
Le 16 octobre 2017, il devient le 100e mondial et intègre ainsi le top 100, qu'il ne quitte pas depuis le 6 novembre 2017.
En 2018, il atteint le troisième tour de l'Open d'Australie, après avoir notamment battu au tour précédent l'Espagnol Fernando Verdasco. Il s'incline cependant face à l'Américain Tennys Sandgren. Redescendu au niveau Challenger, il remporte dans la foulée le Tournoi de tennis de Cherbourg le 18 février 2018. 
À Roland-Garros, il atteint les huitièmes de finale où il est battu par le no 1 mondial Rafael Nadal. À cette occasion, il devient le 50e mondial le 11 juin 2018.

## Parcours dans les tournois duGrand Chelem

### En simple
| Année | Open d'Australie | Open d'Australie | Internationaux de France | Internationaux de France | Wimbledon       | Wimbledon             | US Open         | US Open          |
| ----- | ---------------- | ---------------- | ------------------------ | ------------------------ | --------------- | --------------------- | --------------- | ---------------- |
| 2017  | —                | —                | —                        | —                        | —               | —                     | 1er tour (1/64) | Donald Young     |
| 2018  | 3e tour (1/16)   | Tennys Sandgren  | 1/8 de finale            | Rafael Nadal             | 1er tour (1/64) | Damir Džumhur         | 1er tour (1/64) | Kei Nishikori    |
| 2019  | 2e tour (1/32)   | Lucas Pouille    | 1er tour (1/64)          | Stéfanos Tsitsipás       | —               | —                     | —               | —                |
|       |                  |                  |                          |                          |                 |                       |                 |                  |
| 2021  | —                | —                | 1er tour (1/64)          | Filip Krajinović         | —               | —                     | 1er tour (1/64) | Steve Johnson    |
| 2022  | 1er tour (1/64)  | Taylor Fritz     | —                        | —                        | 2e tour (1/32)  | Frances Tiafoe        | 1er tour (1/64) | Marin Čilić      |
| 2023  | —                | —                | —                        | —                        | 3e tour (1/16)  | Alexander Bublik      | —               | —                |
| 2024  | 1er tour (1/64)  | Nuno Borges      | 2e tour (1/32)           | Zizou Bergs              | 1er tour (1/64) | Roberto Bautista-Agut | 1er tour (1/64) | Alexander Zverev |
| 2025  | —                | —                | 1er tour (1/64)          | Adam Walton              | —               | —                     |                 |                  |

N.B. : à droite du résultat se trouve le nom de l'ultime adversaire.

### En double messieurs
| Année | Open d'Australie                                                                            | Open d'Australie | Internationaux de France                                                                  | Internationaux de France                                                                   | Wimbledon                                                                                 | Wimbledon | US Open | US Open |
| ----- | ------------------------------------------------------------------------------------------- | ---------------- | ----------------------------------------------------------------------------------------- | ------------------------------------------------------------------------------------------ | ----------------------------------------------------------------------------------------- | --------- | ------- | ------- |
| 2018  | —                                                                                           | —                | 1er tour (1/32) P. Petzschner \|\| style="text-align:left;" \| D. Bracciali Andreas Seppi | 1er tour (1/32) M. Berrettini \|\| style="text-align:left;" \| Roman Jebavý Andrés Molteni | 1er tour (1/32) K. Krawietz \|\| style="text-align:left;" \| Simone Bolelli Fabio Fognini |           |         |         |
| 2019  | 1er tour (1/32) Aljaž Bedene \|\| style="text-align:left;" \| Łukasz Kubot Horacio Zeballos | —                | —                                                                                         | —                                                                                          | —                                                                                         | —         | —       |         |

N.B. : le nom du partenaire se trouve sous le résultat ; le nom des ultimes adversaires se trouve à droite.

## Parcours dans lesMasters 1000
| Année | Indian Wells          | Miami               | Monte-Carlo | Madrid | Rome                | Canada | Cincinnati              | Shanghai           | Paris |
| ----- | --------------------- | ------------------- | ----------- | ------ | ------------------- | ------ | ----------------------- | ------------------ | ----- |
| 2017  | —                     | —                   | —           | —      | —                   | —      | 1er tour Frances Tiafoe | —                  | —     |
| 2018  | 2e tour T. Berdych    | 2e tour G. Dimitrov | —           | —      | —                   | —      | 1er tour Bradley Klahn  | 1er tour J. Chardy | —     |
| 2019  | 2e tour M. Kecmanović | 2e tour Forfait     | —           | —      | —                   | —      | —                       | —                  | —     |
|       |                       |                     |             |        |                     |        |                         |                    |       |
| 2023  | 1er tour A. Tabilo    | —                   | —           | —      | —                   | —      | —                       | —                  | —     |
| 2024  | —                     | —                   | —           | —      | 1er tour F. Cobolli | —      | —                       | —                  | —     |

N.B. : sous le résultat se trouve le nom de l’ultime adversaire.

## Classements ATP en fin de saison
| Année          | 2012 | 2013 | 2014 | 2015 | 2016 | 2017 | 2018 | 2019 | 2020 | 2021 | 2022 | 2023 |
| Rang en simple | 1220 | 911  | 460  | 262  | 177  | 90   | 74   | 240  | 209  | 226  | 161  | 91   |
| Rang en double | –    | 1067 | 672  | 364  | 483  | 613  | 364  | 454  | 879  | 664  | 476  | 721  |

Source : (en) Classements de Maximilian Marterer sur le site officiel de la Fédération internationale de tennis